# William Rankin Ballard
William Rankin Ballard (12 de agosto de 1847 - 4 de febrero de 1929) fue un pionero, banquero y promotor inmobiliario de Seattle, Washington. Fue uno de los fundadores de la ciudad de Ballard, Washington (incorporado en 1890) que después fue anexionado a la ciudad creciente de Seattle en 1907.